# Dolmen de Saint-Fort-sur-le-Né

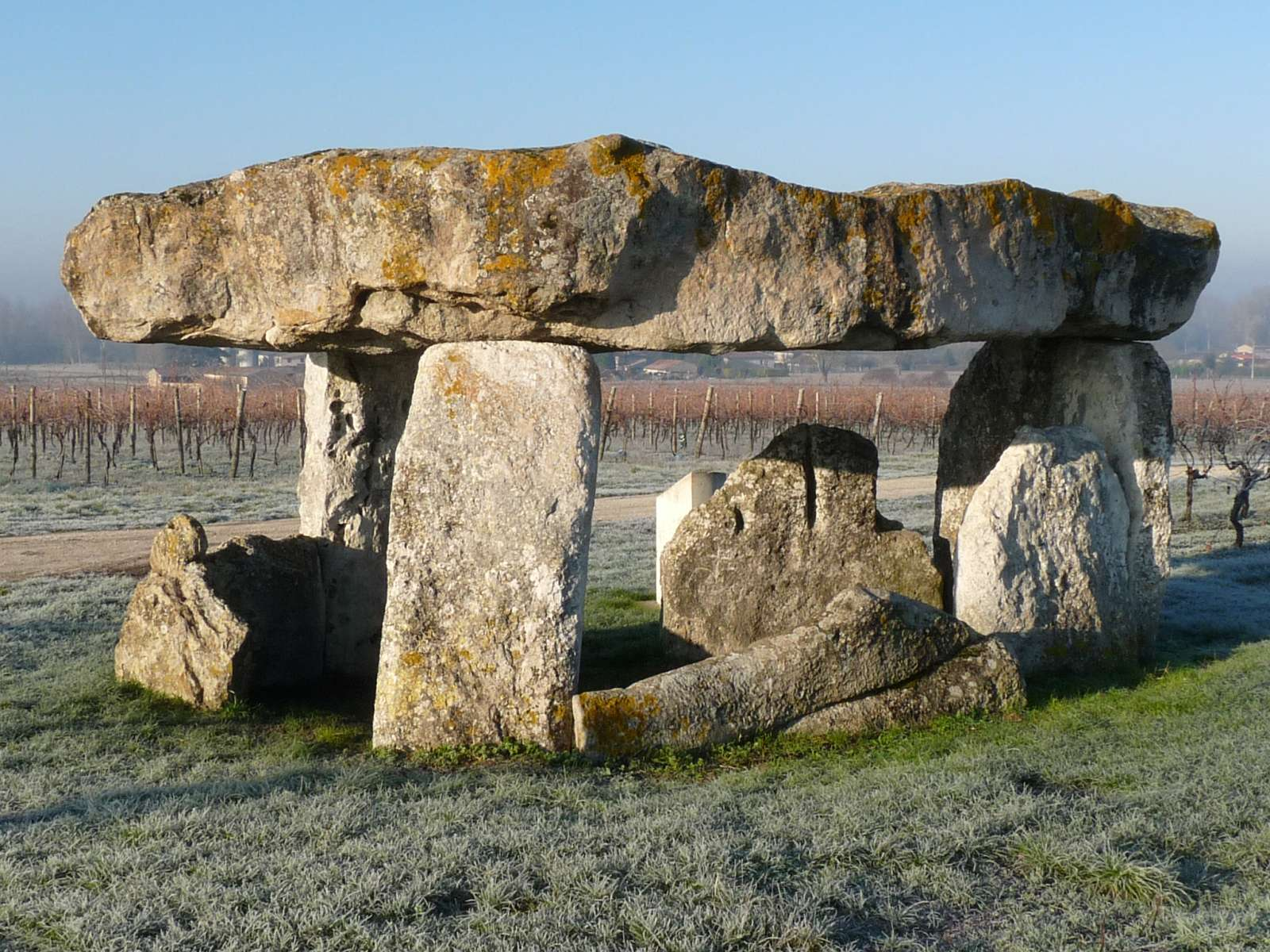
Dolmen de la Pierre Levée de Saint-Fort.

El dolmen de Saint-Fort-sur-le-Né o de la Pierre Levée de Saint-Fort es una estructura megalítica que data del neolítico, situada en la comuna francesa de Saint-Fort-sur-le-Né en Charente.
El dolmen se levanta sobre una cresta a media ladera en medio de viñedos en un emplazamiento llamado de Pierre Levée. 
Las piedras y tierra, túmulo, que lo recubría ha desaparecido; es un dolmen cuya mesa horizontal, en asperón, mide 7 metros de longitud, 4,70 metros de anchura, 1 metro de espesor y pesa aproximadamente 40 toneladas. Posee una altura imponente e inhabitual en la región, ya que la mesa es sostenida por tres pilares de 2,20 m de altura.
Fue clasificado monumento histórico de Francia el 16 de agosto de 1983.